# 福岡市地下鉄箱崎線
箱崎線（はこざきせん）は、福岡県福岡市博多区の中洲川端駅から同市東区の貝塚駅までを結ぶ福岡市交通局が運営する鉄道路線（地下鉄）である。「福岡市交通事業の設置等に関する条例」による路線名は2号線、『鉄道要覧』記載の路線名は2号線（箱崎線）。ラインカラーは   青。路線記号は○H。

## 概要
中洲川端駅からカーブする空港線と分岐し、そのまま明治通りの直下を北上して福岡県庁舎・九州大学病院・筥崎宮のそばを通り、九州大学の旧・箱崎キャンパスを横断して西日本鉄道（西鉄）貝塚線（旧・宮地岳線）の始発駅である貝塚駅とを結ぶ。なお、全区間でかつて路面電車の西鉄福岡市内線が通っていた道路をほぼ踏襲している。
路線長は4.7 kmで、日本の地下鉄では名古屋市営地下鉄上飯田線（0.8 km）に次いで短い。

### 西鉄貝塚線との直通運転構想
貝塚駅で接続する西鉄貝塚線とは、箱崎線建設検討前の1971年（昭和46年）3月11日答申の都市交通審議会答申第12号『福岡市及び北九州市を中心とする北部九州都市圏における旅客輸送力の整備増強に関する基本的計画について』において「都心部から箱崎方面に至る路線を新設し、西鉄宮地岳線（現・貝塚線）との直通運転について検討が必要」と明記されており、建設の時点から念頭に置かれていた。
2007年（平成19年）、「福岡都市交通問題協議会」において、福岡市と西日本鉄道（西鉄）が相互直通運転の実現に向けて検討を行うことで合意。箱崎線と西鉄宮地岳線（現・貝塚線）貝塚駅 - 西鉄香椎駅間の直通運転を行う前提で検討を行い、2010年には福岡市によって、三苫駅 - 空港線天神駅間で交通局と西鉄が直通運転を行い、車両数を3両編成とする新たな直通検討案がまとめられた。しかし、箱崎線の輸送力が低下するほか、西鉄・福岡市双方に多額の初期設備投資が必要となる（宮地岳線各駅の3両対応化及びレール改良、天神駅での折り返し設備新設など）ことから、施設改良に多額の無償資金を投入する必要があり、事業化に向けては、無償資金の調達方法、需要喚起方策、運行経費の低減化などが課題とされ、市では全体の事業費を精査し、採算性を検討するとしたものの、結果的にほとんどの案で費用対効果が見込みづらいこと、唯一黒字化が見込まれる可能性のある「貝塚線からの直通列車が天神で折返し運転を行う」案では箱崎線から空港線天神以西へ直通する乗客のほうが西鉄貝塚線から直通する乗客より多いとの調査結果から、地下鉄内の乗降パターン次第で利便性が低下する可能性があることなどを理由に消極的な結論となった。
2018年（平成30年）1月に行われた福岡市の交通対策特別委員会で、西鉄貝塚線内を2両編成で運行し、貝塚駅で4両編成を増結し、箱崎線内は6両編成で運行する新案が発表された。これにより、天神以西への乗り入れ、両線の輸送力の維持が可能となり、設備投資も従来案を下回るという。
2021年（令和3年）1月22日、毎日新聞は西鉄貝塚線への乗り入れによる費用対効果について、費用便益比（B/C）が収支均衡となる「1」を大きく下回る「0.42」と福岡市が試算したと報じた。2018年（平成30年）に議論された貝塚駅で増結・分離する方式では、現在より約1分程度の時間短縮にとどまり、155億円と見込まれる初期投資に見合わないためで、直通運転の可能性は残しつつも事業凍結される見通しと報じている。

### 路線データ
- 管轄（事業種別）：福岡市交通局（第一種鉄道事業者）
- 路線距離（営業キロ）：4.7 km
- 軌間：1,067 mm（狭軌）
- 駅数：7駅（起終点駅含む）
- 複線区間：全線
- 電化区間：全線（直流1,500 V）
- 地上区間：箱崎九大前駅 - 貝塚駅間
- 閉塞方式：車内信号式
- 最高速度：75 km/h[2]
- 1編成当たり両数：6両
- ホーム最大対応編成両数：8両

## 運行形態
全線おおむね日中7 - 8分間隔。ラッシュ時は博多・福岡空港方面への輸送力確保のため本数が少なくなり、おおむね5 - 10分程度の間隔となるのが特徴。日中は以下の系統が交互に運行されている。
箱崎線内完結系統
箱崎線の貝塚駅 - 中洲川端駅間のみを走行する系統である。日中の中洲川端行は終点で空港線の天神方面行きと、中洲川端始発の貝塚行きはJR筑肥線から直通の福岡空港行きと接続している。
空港線直通系統
上記の線内完結系統とは異なり、空港線の天神駅、西新駅、姪浜駅へ直通する系統である。日中時間帯は貝塚駅 - 西新駅間、それ以外の時間帯は貝塚駅 - 姪浜駅間の運行が主流である。朝晩時間帯は出入庫もあって姪浜駅発着が増える。なお、貝塚駅 - JR筑肥線直通列車は定期列車では設定されていない。

## 車両
福岡市交通局の車両のみが使用されており、空港線と共通で使用される。空港線と直通運転を行っている九州旅客鉄道（JR九州）の車両は箱崎線には乗り入れない。
- 1000系 - 1981年営業運転開始。16編成96両。全車両1000N系に更新。
- 2000系 - 1992年営業運転開始。6編成36両。全車両2000N系に更新。
- 4000系 - 2024年11月29日営業運転開始[13]。既存の1000N系の置き換えを目的に導入[14]。

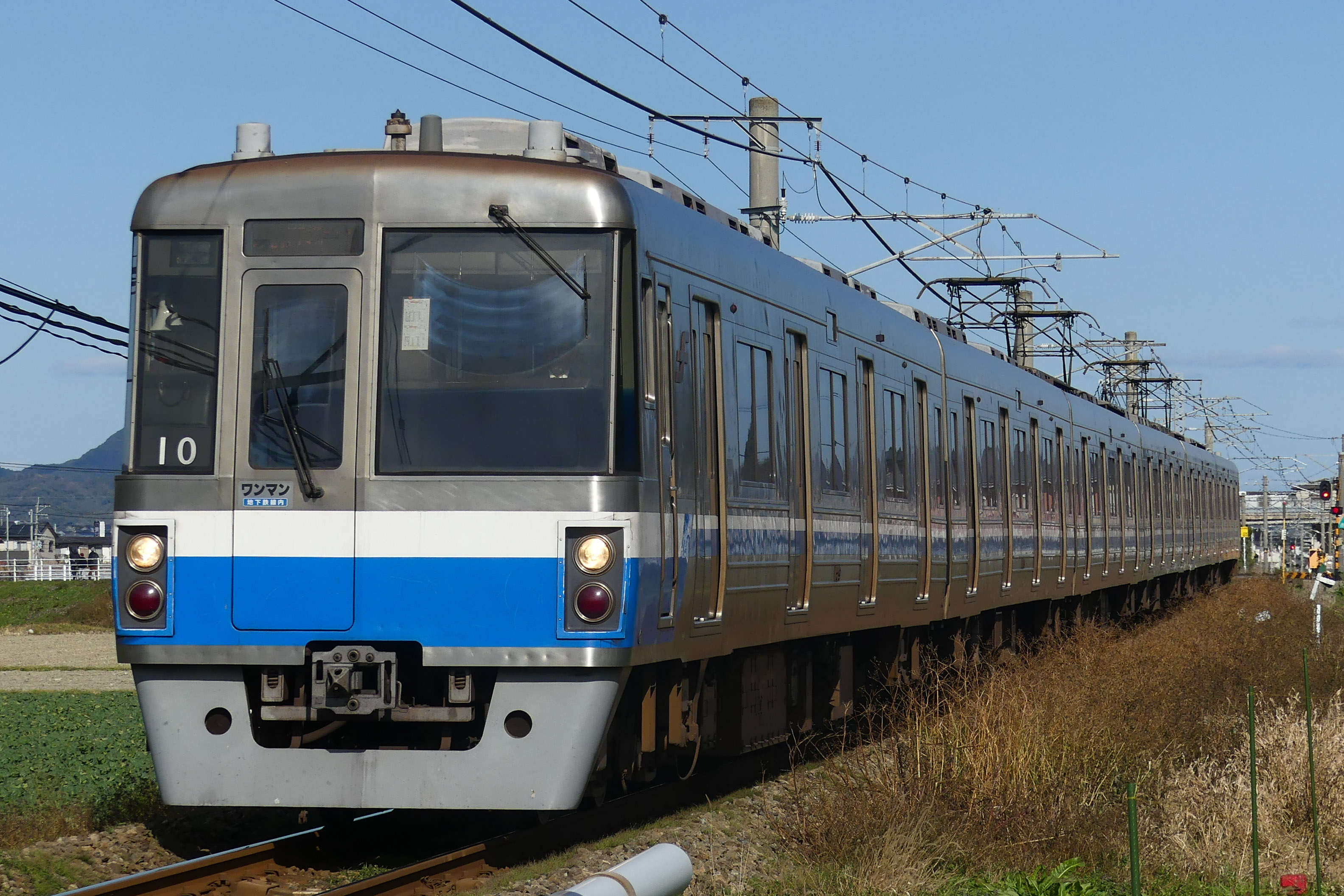
1000N系
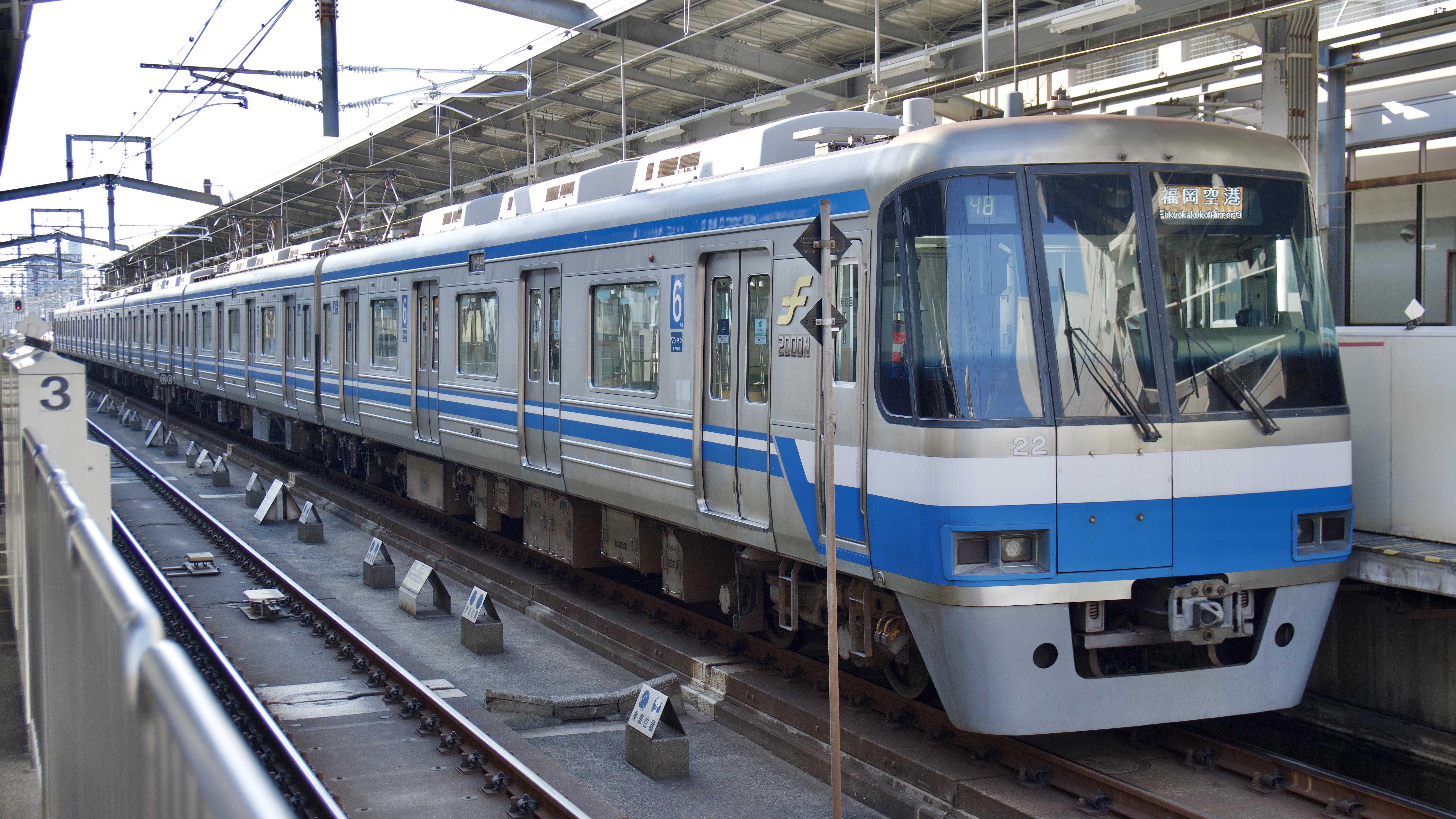
2000N系
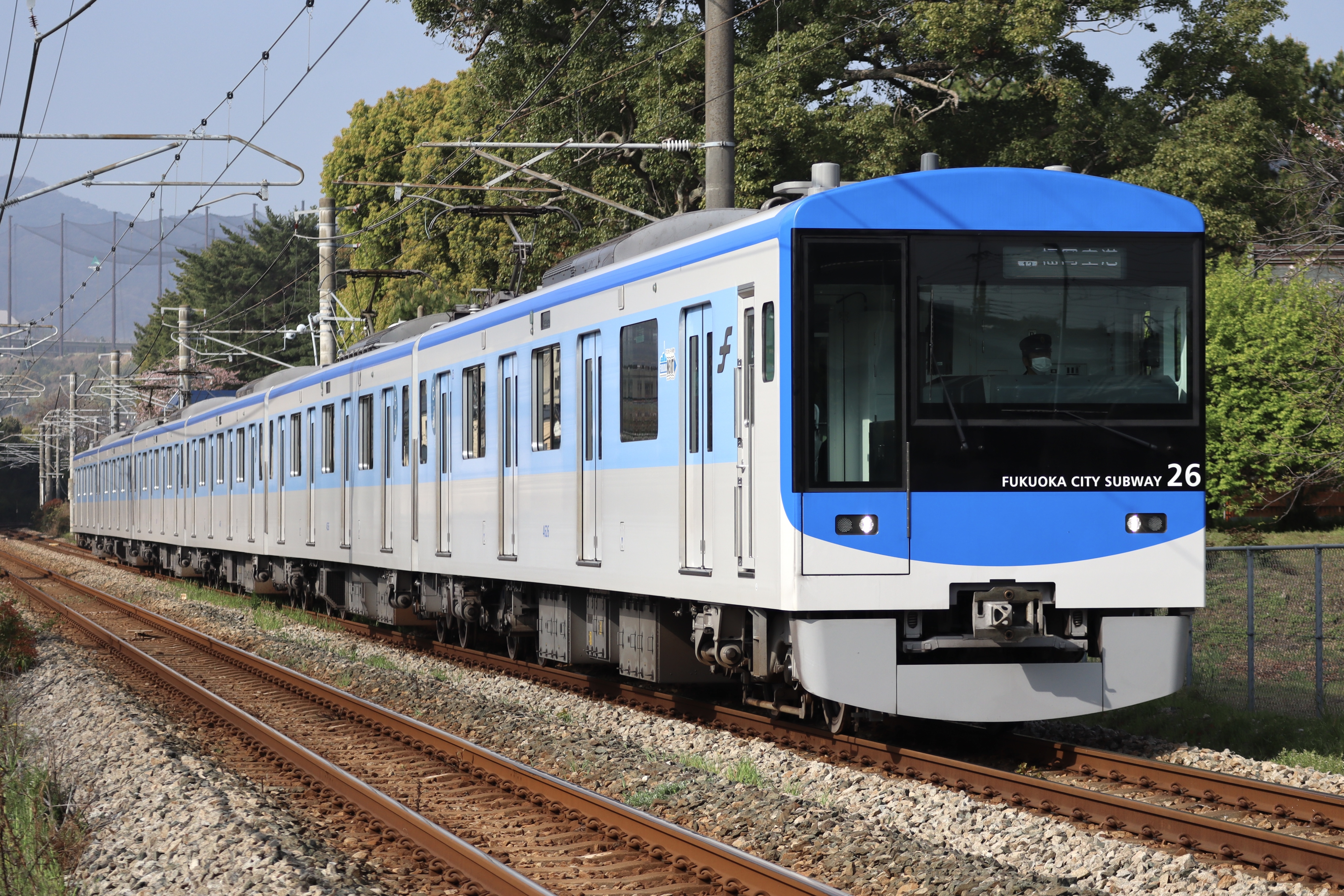
4000系

## 歴史
- 1982年（昭和57年）4月20日：2号線 中洲川端駅 - 呉服町駅間が開業[1]。同日に天神駅 - 中洲川端駅間が延伸開業した1号線（現在の空港線）との相互直通運転を開始。
- 1984年（昭和59年）4月27日：呉服町駅 - 馬出九大病院前駅間が開業[15]。
- 1986年（昭和61年）
  - 1月31日：馬出九大病院前駅 - 箱崎九大前駅間が開業[16]。
  - 11月12日：箱崎九大前駅 - 貝塚駅間が開業し全通[16]。
- 1993年（平成5年）3月3日：箱崎線の愛称が設定される。
- 1999年（平成11年）11月21日：サイクルトレインの実証実験を2000年（平成12年）1月30日まで実施。
  - 年末年始以外の日曜・祝日の10時 - 15時の間、箱崎宮前駅を除く呉服町駅以東の各駅で電車内への自転車持ち込みができた[17]。
- 2004年（平成16年）7月1日：呉服町駅 - 貝塚駅の各駅が業務委託駅となる[18](p64)。
- 2009年（平成21年）
  - 3月7日：ICカードはやかけん、全駅で導入。
  - 4月1日：中洲川端駅が業務委託駅となり、線内全駅が業務委託駅となる[18](p65)。
- 2011年（平成23年）3月2日：空港線・七隈線と共に全駅で駅ナンバリング（駅番号制）を表示[18](p65)[19]（同年1月24日から、各駅に順次表示[20]）。
- 2024年（令和6年）11月29日：4000系電車が営業運転を開始[13]。

## 駅一覧
- 全駅福岡県福岡市内に所在。
- 中洲川端駅を含む全駅が貝塚管区駅の所管で、現場的業務はJR西日本中国メンテック福岡支店[21]に委託され、正規職員は助役以上の職員のみである。
- シンボルマークの由来については駅記事を参照。

| 駅番号 | 駅名             | 営業キロ | 営業キロ | 接続路線                                           | シンボルマーク         | 所在地 |
| 駅番号 | 駅名             | 駅間     | 累計     | 接続路線                                           | シンボルマーク         | 所在地 |
| ------ | ---------------- | -------- | -------- | -------------------------------------------------- | ---------------------- | ------ |
| H01    | 中洲川端駅       | -        | 0.0      | 福岡市地下鉄： 空港線（K09）（姪浜駅まで直通運転） | 「中」と「川」の図案化 | 博多区 |
| H02    | 呉服町駅         | 0.5      | 0.5      |                                                    | 日宋交易船             | 博多区 |
| H03    | 千代県庁口駅     | 0.7      | 1.2      |                                                    | 恵比須顔               | 博多区 |
| H04    | 馬出九大病院前駅 | 0.9      | 2.1      |                                                    | ハト                   | 東区   |
| H05    | 箱崎宮前駅       | 0.8      | 2.9      |                                                    | 筥崎八幡宮大鳥居       | 東区   |
| H06    | 箱崎九大前駅     | 0.8      | 3.7      |                                                    | 松                     | 東区   |
| H07    | 貝塚駅           | 1.0      | 4.7      | 西日本鉄道：NK 貝塚線（NK01）                      | 巻き貝                 | 東区   |

## 乗り継ぎ割引
西鉄貝塚線との乗り継ぎ割引を実施している。詳細は以下のリンクを参照。
- 乗り継ぎ割引（西鉄サイト内）
- 乗り継ぎ割引（福岡市交通局サイト内）

### 注記
1. ↑  2018年（平成30年）9月に全学部・大学院が伊都キャンパスへ移転した。旧・工学部本館、旧・本部第一庁舎、正門門衛所、正門については保存される計画となっており、同年10月以降も総合研究博物館、大学文書館が旧・箱崎キャンパスに残っている。
2. ↑  中洲川端駅 - 箱崎宮前駅間が貝塚線の千鳥橋 - 箱崎浜間と循環線の千鳥橋 - 千代町間と貫線の千代町 - 呉服町 - 東中洲間、箱崎宮前駅北側 - 貝塚駅間が貝塚線の箱崎浜 - 貝塚間。1975年（昭和50年）11月2日に貫線、1979年（昭和54年）2月11日に循環線と貝塚線が廃止。
3. ↑  これは、近鉄奈良線から阪神なんば線を経由して阪神本線に直通運転する列車が阪神尼崎駅で増解結することをケーススタディとしている[10]。ただし、この運行形態を取っているのは、実際には快速急行の一部のみである（阪神なんば線#運行形態を参照）。

## 参考資料
- 『福岡都市圏における公共交通機関に関する調査』（PDF）（レポート）福岡市住宅都市局、2018年1月16日。2018年4月29日閲覧。